# Valeri Bondarenko
Valeri Bondarenko est un ancien footballeur estonien devenu entraîneur. Il entraîne Syrianska FC depuis le 26 janvier 2011.

## Biographie

### RoPS
le  15 avril 2008, à deux semaines de l'ouverture du championnat, Bondarenko est nommé entraîneur du Rovaniemen Palloseura (RoPS en abrégé) en remplacement du Belge Tom Saintfiet, renvoyé en dépit de la montée obtenue en barrage face au FC Viikingit l'année précédente. Après une première moitié de saison très intéressante (5V, 4N et 5D) compte tenu des moyens du club, RoPS va littéralement s'effondrer sur la deuxième partie de saison, enregistrant 8 défaites (dont 5 consécutives entre la 15e et la 20e journée) pour un nul et trois victoires (obtenues dans les 4 dernières journées), sauvant malgré tout relativement confortablement sa tête en veikkausliigan (10e avec 11 pts d'avance sur KuPS, le 13e et barragiste). 
La saison suivante repart plus ou moins sur les mêmes bases que la seconde moitié du championnat 2008. Avec seulement 2 pts pris en 6 rencontres, RoPS est la lanterne rouge du championnat. Et si les défaites face à l'Inter (champion en titre) et Lahti (3e du dernier championnat), voire Haka n'ont rien d'infamant, les résultats encaissés face à l'IFK Mariehamn (nul à domicile), JJK (1-1 sur le terrain du promu) et VPS (défaite à l'extérieur), tous trois adversaires directs pour le maintien, sont plus gênantes sans toutefois être catastrophique. Cela sera cependant suffisant pour les dirigeants du club qui limogeront l'Estonien, mettant notamment en avant un manque de confiance des joueurs à l'égard de leur entraîneur. Ce qui n'empêchera pas le club d'être relégué en fin de saison, encaissant en moyenne 2,7 buts/matchs après son éviction, contre en environ 1,5 quand il était à la tête de l'équipe. Cette débâcle sera notamment marquée par un retentissant 9-0 sur le terrain du FC Honka lors de l'avant-dernière journée.

### JK Narva Trans, épisode 4
Le 1er décembre 2009, après plusieurs mois d'inactivités, Bondarenko se réengage avec le JK Narva Trans. Pour son quatrième passage dans le club de la capitale, il se classe troisième du championnat, à égalité de points avec le second, le JK Sillamäe Kalev, n'étant devancé par ce dernier qu'à cause d'un nombre inférieur de victoire (23 pour Narva Trans contre 24 pour Sillamäe Kalev). Il n'aura jamais pu lutter avec le champion en titre, le FC Levadia Tallinn, qui remporte le championnat avec 21 pts d'avance sur ses dauphins, malgré deux résultats positifs pour Narva Trans lors de ses confrontations directes avec le triple champion d'Estonie lors de la phase retour (nul (1-1) à l'extérieur (20e journée) et victoire 2-1 sur le terrain du Narva (35e journée)). Narva Trans sera d'ailleurs le seul club à faire chuter le FC Levadia Tallinn durant la saison 2009 (31 victoires, 4 nuls et une seule défaite, face à Narva Trans, donc), et qui réalisera par ailleurs le doublé coupe/championnat. Autre fait d'armes, la victoire 10-0 lors de 29e journée sur le FC Kuressaare (promu), plus large victoire de la saison à égalité avec le 10-0 infligé lors de la 20e journée par JK Nõmme Kalju à Paide Linnameeskond, l'autre promu.

### Syrianska FC
Titulaire de la Licence Pro Fifa depuis 2007, il est appelé à la rescousse au Syrianska FC, tout juste promu en Allsvenskan pour prendre la place d'Özcan Melkemichel sur le banc de touche du club. Melkemichel issu du monde amateur et qui entraînait de longue date le club, ne disposait en effet pas de cette licence, obligatoire à partir de la saison 2011 pour diriger un club Suédois en Allsvenskan. Ce dernier a donc été nommé manager général par son encadrement et laissé la place à l'Estonien qui découvre, à 57 ans, un quatrième championnat.

### Vie privée
Valeri Bondarenko est marié et père de deux enfants.

## Palmarès
- Champion d'Estonie 1992 et 1992/93 (FC Norma Tallinn)
- Vice-Champion d'Estonie 1993/94 (FC Norma Tallinn) et 2006 (JK Narva Trans)
- Coupe d'Estonie 1994 (FC Norma Tallinn), 2002 (FC Levadia Tallinn) et 2007 (JK Narva Trans)
- Supercoupe d'Estonie 2001 (FC Levadia Tallinn)
- Finaliste de la Coupe d'Estonie 1993 (FC Norma Tallinn)